# Табантал (Алгинский район)
Табантал (каз. Табантал) — упразднённое село в Алгинском районе Актюбинской области Казахстана. Входило в состав Бескоспинского сельского округа.
Село располагалось на берегу реки Табантал.

## Население
В 1999 году население села составляло 57 человек (30 мужчин и 27 женщин).